# Dario López
Luis Darío López Torres (Asunción, 30 de diciembre de 1994) es un futbolista paraguayo que juega como defensa. Actualmente milita en el Asd Vicovaro de la Lega Nazionale Diletante. Eccellenza - Girone B Lazio.

## Clubes
| Club                    | País     | Año               |
| ----------------------- | -------- | ----------------- |
| Deportivo Capiatá       | Paraguay | 2014              |
| Sacilese                | Italia   | 2016 - 2017       |
| Isernia FC              | Italia   | 2017              |
| Varese                  | Italia   | 2017 - 2018       |
| Jaguares                | Colombia | 2019 - 2020       |
| 12 de Octubre           | Paraguay | 2020 - 2021       |
| Independiente Petrolero | Bolivia  | 2021              |
| Universitario de Sucre  | Bolivia  | 2022              |
| Mojocoya FC             | Bolivia  | 2022              |
| Asd Vicovaro            | Italia   | 2023 - actualidad |

## Palmarés

### Títulos nacionales
| Título           | Club                    | País    | Año  |
| ---------------- | ----------------------- | ------- | ---- |
| Primera División | Independiente Petrolero | Bolivia | 2021 |